# Le Portalet
Le Portalet är en bergstopp i Schweiz.   Den ligger i distriktet Entremont och kantonen Valais, i den sydvästra delen av landet, 110 km söder om huvudstaden Bern. Toppen på Le Portalet är 3 344 meter över havet, eller 193 meter över den omgivande terrängen. Bredden vid basen är 0,78 km.
Terrängen runt Le Portalet är huvudsakligen mycket bergig. Närmaste större samhälle är Martigny, 12,4 km norr om Le Portalet. 
I omgivningarna runt Le Portalet växer i huvudsak blandskog. Runt Le Portalet är det glesbefolkat, med 12 invånare per kvadratkilometer.